# Jeanine Mason
Jeanine Marie Mason (Miami, Florida; 14 de enero de 1991) es una actriz y bailarina estadounidense conocida por interpretar a la doctora Sam Bello en la serie de ABC Grey's Anatomy.

## Primeros años
Mason nació en Miami, Florida, y creció en una familia orientada al baile en Pinecrest, un afluente vecindario de Miami. Sus padres son descendientes cubanos. Mason comenzó su entrenamiento de baile a la edad de tres años en ballet y flamenco, y pasó a estudiar jazz, acrobacia, hip-hop, danza moderna y contemporánea. Mason comenzó a estudiar teatro a los 11 años con producciones comunitarias y escolares. Tras mudarse a Los Ángeles, California, Mason continuó estudiando teatro mientras enfocaba su carrera hacia el cine y televisión en The Michael Woolson Studio. Se graduó en la UCLA en 2014.

## Carrera

### 2009–2010:So You Think You Can Dance
A la edad de 18 años, Mason compitió en la quinta temporada del reality So You Think You Can Dance, convirtiéndose en la ganadora más joven en la historia de la competencia. Durante las primeras cinco semanas de la competencia (puesto 20 al 12), Mason bailó junto a Phillip Chbeeb. Durante la sexta semana (puesto 10), Mason bailó un número contemporáneo coreografiado por Travis Wall, bailando con Jason Glover. Más tarde, Mason también bailó con Brandon Bryant, Ade Obayomi, Evan Kasprzak y Kayla Radomski. Mason fue alabada constantemente por sus actuaciones fuertes y versátiles.
En 2009, Mason recorrió los Estados Unidos con los mejores doce bailarines de la competencia So You Think You Can Dance.

#### Actuaciones
| Semana | Compañero      | Baile              | Canción                                                | Resultado |
| ------ | -------------- | ------------------ | ------------------------------------------------------ | --------- |
| 1      | Phillip Chbeeb | Hip-Hop            | «Mad» — Ne-Yo†                                         | A salvo   |
| 2      | Phillip Chbeeb | Tango              | «Violento (Up Mix)» — Bailongo!                        | A salvo   |
| 3      | Phillip Chbeeb | Broadway           | «Moses Supposes» — de «Singin' in the Rain»            | A salvo   |
| 4      | Phillip Chbeeb | Hip-Hop            | «Love Lockdown» — Kanye West                           | Bottom 3  |
| 4      | Phillip Chbeeb | Solo               | «Moonlight Sonata» — Smart Sleep With Classical        | Bottom 3  |
| 5      | Phillip Chbeeb | Danza popular rusa | «Kalinka» — Barynya                                    | Bottom 3  |
| 5      | Phillip Chbeeb | Jive               | «Stuff Like That There» — Bette Midler                 | Bottom 3  |
| 5      | Phillip Chbeeb | Solo               | «Baby's Romance» — Chris Garneau                       | Bottom 3  |
| 6      | Jason Glover   | Contemporáneo      | «If It Kills Me (The Casa Nova Sessions)» — Jason Mraz | A salvo   |
| 6      | Solo           | Solo               | «Violento (Up Mix)» — Bailongo!                        | A salvo   |
| 7      | Brandon Bryant | Smooth Waltz       | «May It Be» — Hayley Westenra                          | A salvo   |
| 7      | Brandon Bryant | Pop Jazz           | «Battlefield» — Jordin Sparks                          | A salvo   |
| 7      | Solo           | Solo               | «Let the Drummer Kick» — Citizen Cope                  | A salvo   |
| 8      | Ade Obayomi    | Samba              | «LoveGame» — Lady Gaga                                 | A salvo   |
| 8      | Ade Obayomi    | Hip-Hop            | «Move (If You Wanna)» — Mims                           | A salvo   |
| 8      | Solo           | Solo               | «Feedback» — Janet Jackson                             | A salvo   |
| 9      | Evan Kasprzak  | Jazz               | «Heartbreaker» — MSTRKRFT feat. John Legend            | Ganadora  |
| 9      | Kayla Radomski | Contemporary       | «The Four Sections: IV (Full Orchestra)» — Steve Reich | Ganadora  |
| 9      | Brandon Bryant | Paso Doble         | «Tetsujin» — de The Matrix Revolutions†                | Ganadora  |
| 9      | Solo final     | Solo final         | «Por una Cabeza» — The Tango Project                   | Ganadora  |

### 2010–presente: Enfoque en la actuación
Poco después de ganar So You Think You Can Dance, Mason volvió toda su atención a canalizar sus habilidades interpretativas en su otro amor de toda la vida, la actuación. Su carrera en televisión comenzó en 2010, cuando Mason actuó en un episodio de Halloween de la serie de Nickelodeon Big Time Rush como Muffy, parodia de Buffy Summers de la serie de The WB Buffy the Vampire Slayer (1997–2003).
En febrero de 2018, se anunció que se unió a la serie de The CW Roswell, New Mexico como Liz Ortecho. La serie está basada en el libro Roswell High de  Melinda Metz. En mayo de 2018, The CW ordenó que se produjera la serie a emitirse en 2019.

## Filmografía
| Cine       | Cine                                     | Cine              | Cine                            |
| Año        | Título                                   | Rol               | Notas                           |
| ---------- | ---------------------------------------- | ----------------- | ------------------------------- |
| 2011       | The Bling Ring                           | Bosso             | Película para televisión        |
| 2011       | Glassy                                   |                   | Cortometraje                    |
| 2012       | ¡Understudy!                             | Clara Klein       | Cortometraje                    |
| 2014       | Default                                  | Marcela           |                                 |
| 2016       | El Empantanado (The Muddy)               | Heili             |                                 |
| 2017       | The Archer                               | Rebecca Rosinsky  |                                 |
| 2024       | Megamind vs. the Doom Syndicate          | Christina Christo |                                 |
| Televisión |                                          |                   |                                 |
| Año        | Título                                   | Rol               | Notas                           |
| 2010       | Big Time Rush                            | Muffy             | Episodio: «Big Time Halloween»  |
| 2011       | The Fresh Beat Band                      | Amy               | Episodio: «Step It Up»          |
| 2011       | CSI: Crime Scene Investigation           | Gween Seligson    | Episodio: «Brain Doe»           |
| 2012       | Hollywood Heights                        | Natalie           | 2 episodios                     |
| 2013       | Bunheads                                 | Cozzette          | 7 episodios                     |
| 2013       | The Secret Life of the American Teenager | Bebe              | Episodio: «Money for Nothin'»   |
| 2013       | Major Crimes                             | Heather           | Episodio: «Jailbait»            |
| 2014       | Awkward                                  | Shayne            | Episodio: «Prison Breaks»       |
| 2014       | You're the Worst                         | Dana              | Episodio: «Equally Dead Inside» |
| 2014       | NCIS: Los Angeles                        | Bonnie Flores     | Episodio: «The Grey Man»        |
| 2016       | Of Kings and Prophets                    | Merav             | Elenco principal; 9 episodios   |
| 2017       | Daytime Divas                            | Nick              | 2 episodios                     |
| 2017       | Criminal Minds                           | Helen (Barista)   | Episodio: «To a Better Place»   |
| 2017–18    | Grey's Anatomy                           | Dra. Sam Bello    | Recurrente; 12 episodios        |
| 2019       | Sugar Rush,Christmas Delights            | Herself           | Episodio: «Nutcracker»          |
| 2019–2022  | Roswell, New Mexico                      | Liz Ortecho       | Elenco principal                |
| 2023       | Upload                                   | Karina Silva      | Ejecutiva Horizen               |